# Torsby Finnskogscentrum
Torsby Finnskogscentrum är ett svenskt utställnings- och kulturhus i Lekvattnet i Torsby kommun.
Torsby Finnskogscentrum, som invigdes i juni 2014, speglar den skogsfinska kulturen i Värmland med utställningar och kulturarrangemang. Det är en del av Värmlands museum och bakom institutionen står också Torsby kommun. Det har tidigare verkat som ett museum för det skogsfinska kulturarvet sedan 1993 under namnet Torsby Finnkulturcentrum i Torsby herrgård.
Finnskogscentrum ligger i den tidigare skolan i Lekvattnet, vilken har byggts om 2014 efter ritningar av Arkitektbyrån Bornstein Lyckefors i Göteborg. Dess yta är brutto 2.000 kvadratmeter. 
Byggnaden har två delar i vinkel. I den längre, västra delen finns utställningshallar och bibliotek i tidigare lektionssalar. I den tvärställda östra delen används den tidigare gymnastiksalen till samlingslokal alternativt utställningslokal. På utsidan har byggnaden försetts med en pallisad med  bestående av 300 stockar, något utanför husets svartmålade ytterväggar.
Basutställningen berättar om den skogsfinska kulturen och dess uttryck som svedjebruk, rökstugor och näverhantverk, samt dess språk och kultur.